# سوزان أنتوني
سوزان برونيل أنتوني (بالإنجليزية: Susan Brownell Anthony)‏‏ (15 فبراير 1820 - 13 مارس 1906) مُصلِحة اجتماعية أمريكية، وناشطة في مجال حقوق المرأة، لعبت دوراً محورياً في حركة حصول المرأة على حقّ الاقتراع. ولدت لعائلة ملتزمة بالمساواة الاجتماعية، جمعت عرائض مناهضة للرق وكانت في 17 من عمرها. عام 1856 أصبحت وكيلة ولاية نيويورك للجمعية الأمريكية لمكافحة الرق.
لعبت دوراً هاماً ومحورياً في حركة القرن 19 الميلادي التي كان هدفها تحرير المرأة، واعطاءها حقوقها اللازمة كالرجل، مثل الحق في التصويت، حيث كانت أول امرأة تصوت في الانتخابات؛ لكن تمّ تغريمها غرامة قدرها 100 دولار أمريكي، وهي أول امرأة توضع صورتها على العملة الأمريكية. وقد كانت من مؤسسي حركة الاعتدال النسائي مع إليزابيث كادي ستانتون، وقد أسّست مجلة في مجال حقوق المرأة. جابت الولايات المتحدة الأمريكية وأوروبا في مدة تزيد عن 45 عاما وألقت 75 - 100 خطبة في السنة تهدف إلى تحرير المرأة.
في عام 1851، التقت سوزان أنتوني بإليزابيث كادي ستانتون، التي أصبحت صديقتها وزميلتها في أنشطة الإصلاح الاجتماعي، وخاصة تلك المتعلقة بحقوق المرأة، حتى وفاتها. في عام 1852، وبعد منعها من التحدث أمام الملأ في مؤتمر للاعتدال بسبب جنسها، أسست أنتوني بالتعاون مع صديقتها ستانتون جمعية الاعتدال النسائي بولاية نيويورك. في عام 1863، أسست الصديقتان الرابطة الوطنية الداعمة للمرأة، التي نفذت أكبر حملة لجمع التواقيع في تاريخ الولايات المتحدة الأمريكية –حتى ذلك الوقت- وتمكنت من جمع ما يقرب 400 ألف صوت يطالب بإبطال العبودية. في عام 1866، أنشأت ستانتون مع أنتوني الجمعية الأمريكية للمساواة في الحقوق، التي أطلقت حملة تطالب بالمساواة في الحقوق بين النساء والرجال والأمريكيين من أصول أفريقية. في عام 1868، نشرت الصديقتان صحيفة متخصصة بحقوق المرأة حملت اسم ذا ريفوليوشن. في عام 1869، أسست أنتوني وستانتون الجمعية الوطنية للمطالبة بحق المرأة في الاقتراع، وجاء ذللك بعد انقسام الجمعية الأمريكية للمساواة بين الجنسين حول دعم التعديل الخامس عشر للدستور الأمريكي. في عام 1890، أعيد التئام الصدع بشكل رسمي، وذلك بعد اندماج الجمعية الوطنية للمطالبة بحق المرأة في الاقتراع مع الجمعية الأمريكية المطالبة بحق المرأة في الاقتراع، لتشكيل الجمعية الوطنية الأمريكية للمطالبة بحق المرأة في الاقتراع (إن إيخ دابليو إس إيه)، وكانت سوزان أنتوني واحدة من أهم قياداتها. في عام 1876، بدأت كل من أنتوني وستانتون العمل مع ماتيلدا جوسلين غايج على مجموعة كتب مؤلفة من ستة مجلدات حملت عنوان تاريخ منح المرأة الحق في التصويت. تباعدت اهتمامات أنتوني وستانتون بعض الشيء خلال السنوات اللاحقة، لكنهما بقيتا صديقتين حميمتين.
في عام 1872، ألقي القبض على سوزان أنتوني في مسقط رأسها، مدينة روتشستر بولاية نيويورك، بتهمة المشاركة بالاقتراع، وأدينت في محاكمة علنية اشتهرت على نطاق واسع. رفضت أنثوني دفع الغرامة على مخالفتها، مع ذلك، لم تتخذ السلطات أي إجراءات إضافية بحقها. في عام 1878، خططت أنتوني وستانتون عرض تعديل قانون على الكونجرس يمنح المرأة الحق في التصويت. قدم مشروع تعديل القانون للكونجرس السيناتور أرون أ. سارجنت (جمهوري من ولاية كاليفورنيا)، وأصبح التعديل يعرف فيما بعد باللهجة العامية باسم تعديل سوزان ب. أنتوني. في عام 1920، تم التصديق على التعديل باعتباره التعديل التاسع عشر لدستور الولايات المتحدة.
سافرت أنتوني حول العالم لدعم حق المرأة في التصويت، إذ ألقت من 75 إلى 100 خطاب بشكل سنوي، وعملت في العديد من الحملات العامة. توسع نشاطها الداعم لحقوق المرأة ليشمل العديد من دول العالم، وكان لها دور رئيسي في إنشاء المجلس الدولي للمرأة، الذي ما يزال فاعلًا حتى يومنا هذا. ساهمت أنتوني أيضًا في عقد المؤتمر العالمي لتمثيل النساء في المعرض الكولومبي العالمي في شيكاغو عام 1893. 
تعرضت أنتوني، عندما بدأت لأول مرة حملاتها من أجل تحصيل حقوق المرأة، للكثير من السخرية، واتهمت بمحاولتها تدمير مؤسسة الزواج. مع ذلك، تغيرت الطريقة التي تعامل فيها المجتمع معها بشكل جذري مع الزمن. احتفلت الدولة بعيد ميلادها الثمانين في البيت الأبيض بدعوة من الرئيس الأمريكي حينها، ويليام ماكينلي. أضحت أنتوني، في عام 1979، أول مواطنة أمريكية أنثى توضع صورتها على العملة الأمريكية، وكانت من فئة دولار واحد.

## أولى سنوات حياتها

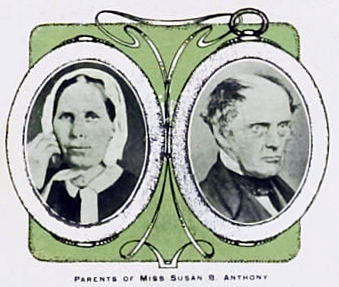
والدا سوزان

ولدت سوزان أنتوني في 15 فبراير 1829 في مدينة آدامز بولاية ماساتشوستس الأمريكية لدانيال أنتوني ولوسي ريد، وكانت الثانية بين سبعة أخوة. سميت على اسم جدتها لأمها، سوزانا، وعلى اسم عمتها سوزان. في شبابها، تفاعلت سوزان وأخواتها مع «عاصفة جنون استخدام الأحرف الأولى كاسم أوسط»، واختارت الحرف «ب» اسمًا أوسطًا لها لأن عمتها سوزان تزوجت من رجل يدعى براونيل. مع ذلك، لم تستخدم سوزان اسم بروانيل على الإطلاق ولم يكن يعجبها حتى.
اتسم جميع أفراد عائلة أنتوني بالشغف بالإصلاح الاجتماعي. انتقل شقيقاها دانيال وميريت إلى ولاية كانساس بهدف دعم الحركة المناهضة للعبودية فيها. شارك ميريت في المواجهات المدنية العنيفة، التي باتت تعرف بأزمة نزيف كنساس، إلى جانب جون براون ضد القوات المؤيدة للعبودية. أسس دانيال في فترة لاحقة من حياته صحيفة وأصبح عمدة لمدينة ليفنوورث. أصبحت ماري، شقيقة أنتوني التي شاركتها منزلها في فترة لاحقة من حياتها، مديرة مدرسة عامة في روتشستر وناشطة في مجال حقوق المرأة.

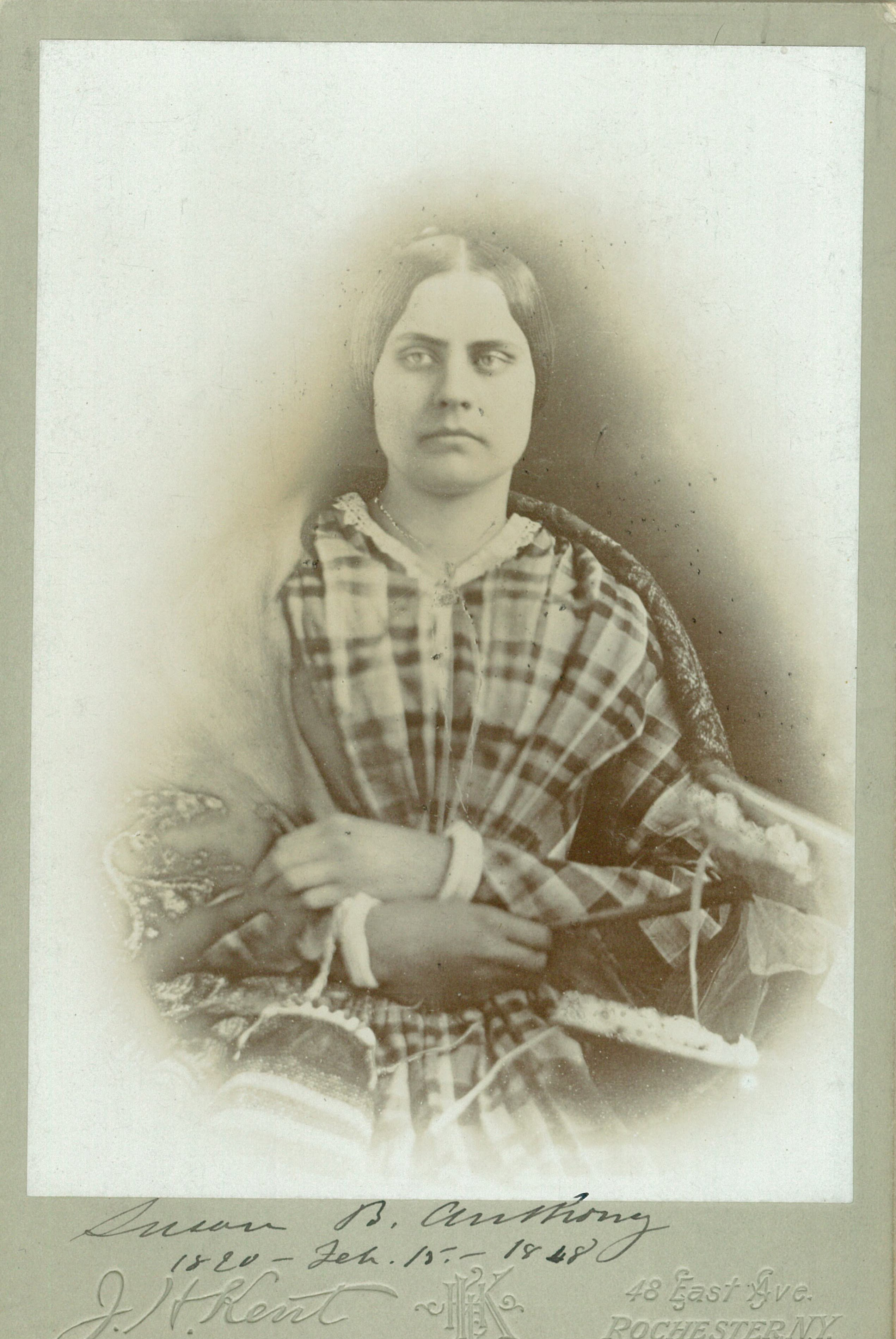
الناظرة سوزان ب. أنتوني في عام 1848، وكانت حينها في الثامنة والعشرين من عمرها.

كان والد سوزان من المطالبين بإلغاء العبودية، ومن المؤيدين لوضع حد لاستهلاك الكحول. كان دانيال أنتوني من أتباع جميعة الأصدقاء الدينية لكنه لم يكن على علاقة طيبة مع بقية أتباع الطائفة المتمسكين بالتقاليد، والذين وبخوه على زواجه من امرأة لا تنتمي للطائفة، ثم تبرأوا منه لسماحه لمدرسة الرقص بالعمل في منزله. مع ذلك، بقي دانيال يحضر اجتماعات جمعية الأصدقاء الدينية، وأصبح أكثر راديكالية مع الوقت. بالمقابل، كانت والدة أنتوني، لوسي ريد، من أتباع الطائفة الميثودية، وعملت على تربية أطفالها على نسخة أكثر تحررًا وتسامحًا من التقاليد الدينية التي تبناها زوجها. شجع دانيال أنتوني أبناءه وبناته على الاعتماد على الذات، وعلمهم مبادئ العمل وتحمل مسؤوليات حياتهم في سن مبكرة.
عندما أصبحت أنتوني في السادسة من عمرها، انتقلت العائلة إلى قرية باتينفيل في مقاطعة واشنطن بولاية نيويورك حيث عمل والدها مديرًا لمصنع قطن كبير. كان والدها قبل ذلك يعمل مديرًا لمصنع قطن صغير خاص به.
أُرسلت أنتوني، عندما بلغت السابعة عشر من عمرها، إلى مدرسة داخلية تابعة لجميعة الأصدقاء الدينية في فيلادلفيا وتحملت فيها الأجواء الصعبة. أُجبرت سوزان على إنهاء دراستها بعد فصل دراسي واحد، وذلك بعد أن تضررت عائلتها ماديًا بشكل كبير خلال الانكماش الاقتصادي لعام 1837 الذي عرف باسم الذعر العام. أجبرت العائلة على بيع كل أملاكها في مزاد عام. مع ذلك، تمكن خال سوزان أنتوني من إنقاذ العائلة بعد أن اشترى معظم ممتلكات الأسرة في المزاد وأعادها إليها. غادرت أنتوني بعد ذلك منزل عائلتها للتدريس في مدرسة كويكر الداخلية بهدف تقديم المساعدة المادية لأفراد عائلتها.
في عام 1845، انتقلت العائلة إلى مزرعة تقع في أحد ضواحي مدينة روتشستر بنيويورك، بعد أن اشترت العائلة جزءًا منها من أموال ورثة والدة أنتوني. ارتبط أفراد العائلة، في المزرعة الجديدة، بمجموعة من الإصلاحيين الاجتماعيين الذين تركوا جميعة الأصدقاء الدينية بسبب فرضها قيودًا على الأنشطة الإصلاحية، والذين شكلوا في عام 1848، منظمة جديدة أطلقوا عليها اسم الأصدقاء الأبرشيين. سرعان ما تحولت مزرعة أنتوني إلى مكان لتجمع النشطاء المحليين في عصر كل يوم أحد. ارتاد اجتماعات مزرعة أنتوني فريدريك دوغلاس، العبد السابق وأحد أبرز المطالبين بإلغاء العبودية، والذي ربطته مع أنتوني علاقة صداقة استمرت حتى وافته.

## السيرة الذاتية
شرعت أنتوني منذ عمر مبكّر (17) عامًا في جمع عرائض ضد الرّق أو العبودية.
بدأت حياتها العملية كمدرسة في 1839 وأصبحت مديرة مدرسة في 1846.
توجهت من مقتبل عمرها إلى مؤازرة حركة الاعتدال في الكحول أو ما سمي لاحقًا ب حظر الكحوليات في الولايات المتحدة. فكان أن اعتبرتها قضية مختصة بحقوق النساء، بسبب القوانين التي تمنح السلطة المطلقة للرجل في الأمور المالية والعائلية. حيث كانت زوجات مدمني الكحول لا يملكن سوى النزر اليسير من المساندة القانونية حتى لو كلّف ذاك الإدمان عوز العائلة. وإن تمكنت الزوجة- في أحسن الأحوال من الطلاق- وهو أمر عسير- فإنها تحرم من الوصاية على الأطفال. انضمت إلى جمعية فتيات الاعتدال في تناول الكحول في
كاناجوهاري نيويورك، في 1848.
عينت رئيسة اتحاد مونتغومري للتطور في الجمعية وأدارت مزرعة العائلة، في 1849.
في 1852، قابلت إليزابيث كادي سانتون، التي غدت صديقة العمر وزميلة العمل في أنشطة الإصلاح المجتمعي، وأنشأتا جمعية ولاية نيويورك للاعتدال المجتمعي للمرأة، مع التركيز على حقوق المرأة في المقام الأول بعد منع أنتوني من إلقاء كلمتها في مؤتمر الاعتدال لمجرد أنها امرأة. في العام التالي ساعدت مجموعة من حائكات الملابس من روشستر - نيويورك لصياغة مسودة خطاب للأجور العادلة للحائكات والمرأة العاملة في المدينة. نظمت وشاركت بفعالية في استفتاء على حق التصويت عبر جمع التواقيع على عرائض مطالبة به وبتحسين قانون الملكية في نيويورك للنساء المتزوجات، في 1854.
عينت ممثل نيويورك الرئيسي في الجمعية الأمريكية لمناهضة الرّق، في 1856.
في 1863، أسّست أنتوني وستانتون رابطة الوفاء القومي للنساء، التي قامت بأكبر استفتاء عام- حتى حينه- في تاريخ الولايات المتحدة، وكانت الحصيلة جمع عدد كبير من التوقيعات ناهز أربعمائة ألف (400,000) توقيع مطالبة بإلغاء العبودية. وغدت سكرتيرة التواصل في الاتحاد الأمريكي للمساواة في الحقوق، في 1866.
في نفس العام، كوَّنتا اتحاد الحقوق المتساوية الأمريكية، التي قامت بحملة المطالبة بالمساواة في الحقوق لكل من النساء والأفارقة الأمريكيون. في الفترة 1868 - 1870، باشرتا في نشر صحيفة مخصصة لحقوق النساء تحت اسم «الانقلاب» وتولت ستانتون مع آخرين مسؤولية تحريرها. ونظمت أنتوني مؤتمر حق التصويت للمرأة في واشنطن دي - سي أو واشنطن العاصمة.
في 1869، أنشأتا الجمعية الوطنية للمطالبة بحق المرأة في الاقتراع، كخطوة انقسامية في حركة تحرير المرأة. في 1890، التأم الصدع بشكل رسمي حين تم اندماج منظمتهما مع المنظمة المنافسة وهي الاتحاد الأمريكي لحق الاقتراع للمرأة، فتم تكوين الاتحاد القومي الأمريكي لحق الاقتراع للمرأة وكانت أنتوني هي الطاقة المحركة. في 1876، باشرت أنتوني وستانتون العمل مع ماتيلدا جوسلين جيج، في عمل كتابي توسع ليغدو ستة مجلدات عن تاريخ حق الاقتراع للمرأة. بقيت الاثنتان صديقتان مقربتان لبعضهما على الرغم من تباين اهتماماتهما لاحقًا.
من اللافت للنظر، أنه بعد إدلائها بصوتها بشكل غير - قانوني في انتخابات الرئاسة الأمريكية
وبالرغم من صدور حكم قضائي بتغريمها ورفضها سداد الغرامة فإنه لم يتم توقيفها، وتم هذا في 1872.
في 18 أغسطس 2020 (الذكرى المئوية للتصديق على التعديل التاسع عشر) أعلن الرئيس دونالد ترامب أنه سيعفو عن أنتوني، بعد 148 عامًا من إدانتها. بينما رفض رئيس متحف ومنزل سوزان أنتوني الوطني عرض العفو بناءً على المبدأ القائل بأن قبول العفو من شأنه أن «يؤيد» بشكل خاطئ إجراءات المحاكمة، بنفس الطريقة التي قد يؤدي بها دفع غرامة قدرها 100 دولار.

## السياق التاريخي

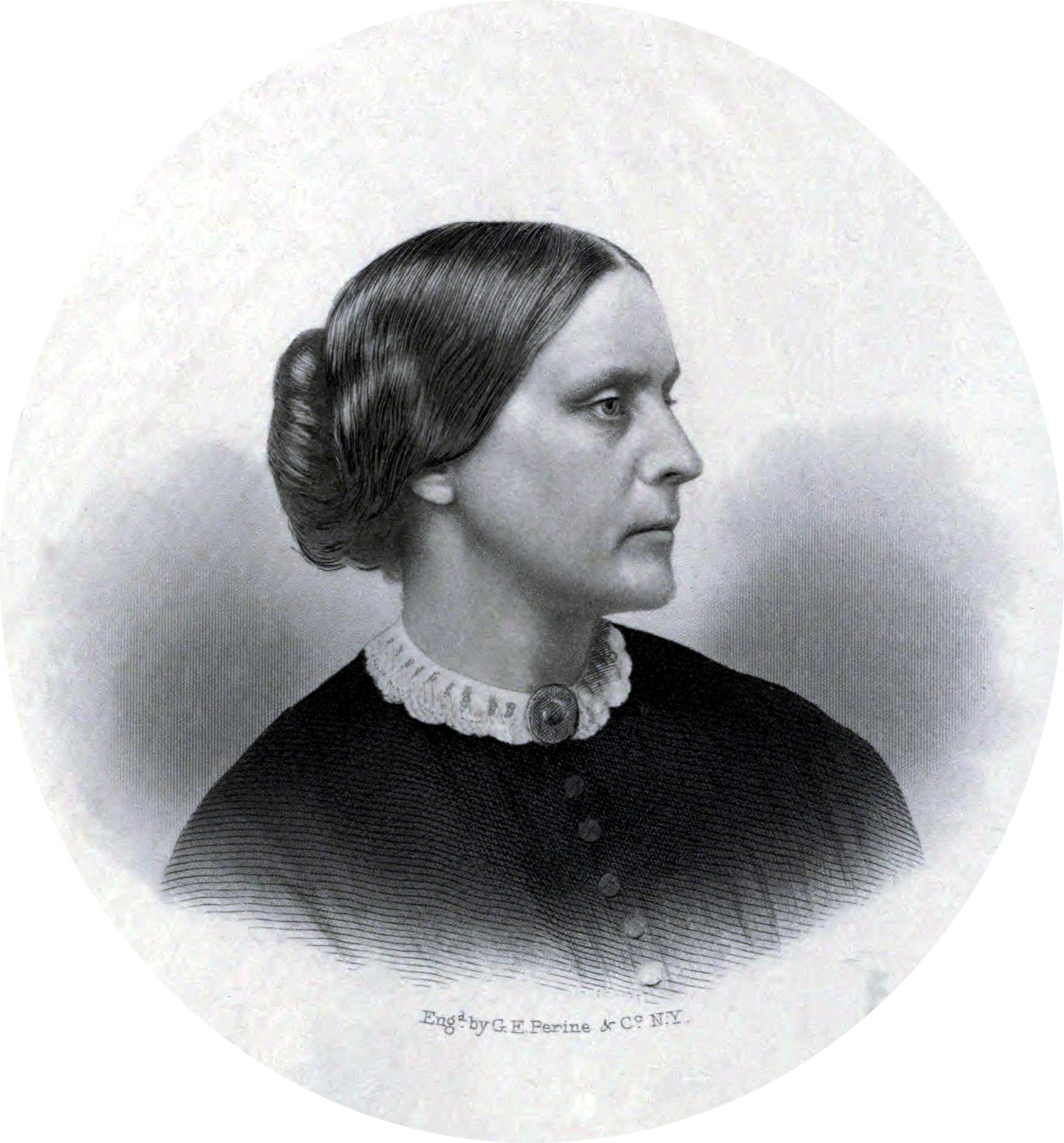
سوزان ب أنتوني

كان أهل الشمال الأمريكي من أكثر الأمريكيين قوة في مناهضة الرّق. لذلك فإنهم وانطلاقًا من المنظومتين القيمية والمجتمعية- قاموا برفض المسوغات السياسية لبقاء نظام العبودية الذي تبناه الاتجاه المضاد والمنادي بضرورته لتثبيت حكم المستعمر.
في 1820، وبعد تهدئة الرأي العام الرافض ل «تسوية ميسوري» التي هدفت لترسيخ العبودية. عاد الجدل إلى الواجهة في نهاية العقد بسبب سلسلة من الأحداث. حيث جرت مناظرات مهمة لمناقشة إلغاء التسوية في الهيئة التشريعية في ولاية فرجينيا في 1829 و1831. وعرض مؤتمر الشمال للجمعية الأمريكية المناهضة للرق اقتراحًا بتحرير العبيد ثم إعادة توطينهم في أفريقيا وقد أفضى ذلك إلى تأسيس دولة ليبيريا.
على الرغم من أن تمرد العبد نات تيرنر الذي كان عبدًا- وفقًا إلى جينيفر لارسون كان لا يعدو كونه واحدًا مما يقرب من مائتي (200) انتفاضة للرقيق بين 1776 و 1860 لكنه كان واحدًا من أكثرها دموية. أصاب تحرك هذا الثائر قلوب الجنوبيين البيض بالذعر. بدأ تيرنر ومعه أكثر من سبعون (70) من المستعبدين والسود الأحرار، التمرد بشكل عفوي في مقاطعة ساوثهامبتون - فرجينيا. ازدادت حدة الاضطرابات مع نشر ديفيد ولكر، نداء المناشدة إلى المواطنين الملونين في العالم في 1829 من جهة، ومع كل من ثورة العبيد بقيادة نات تيرنر وأزمة المطالبة بإلغاء الرّق بإدارة الرئيس الأمريكي أندرو جاكسون في 1831 من جهة أخرى.

## أهم أنجازاتها
استطاعت سوزان بالصبر والحكمة والإصرار الحصول على عددٍ من حقوق المرأة، كحقّها في التعليم الجامعي والمختلط عام 1856 م، وحقّ المرأة في المرافعة أمام القاضي عام 1876 م، وحقّ امتلاك ممتلكات خاصة والإشراف عليها وإقامة الدعاوي القانونية، وحق طلب الطلاق، حق الاشتراك في حضانة الأطفال في حالة حدوث الطلاق، ومن أهم الأمور الأخرى الحصول على حق المرأة للتصويت في الانتخابات في الولايات المتحدة.
توفيت سوزان في 13 مارس 1906 في روتشستر في ولاية نيويورك.

## معرض صور

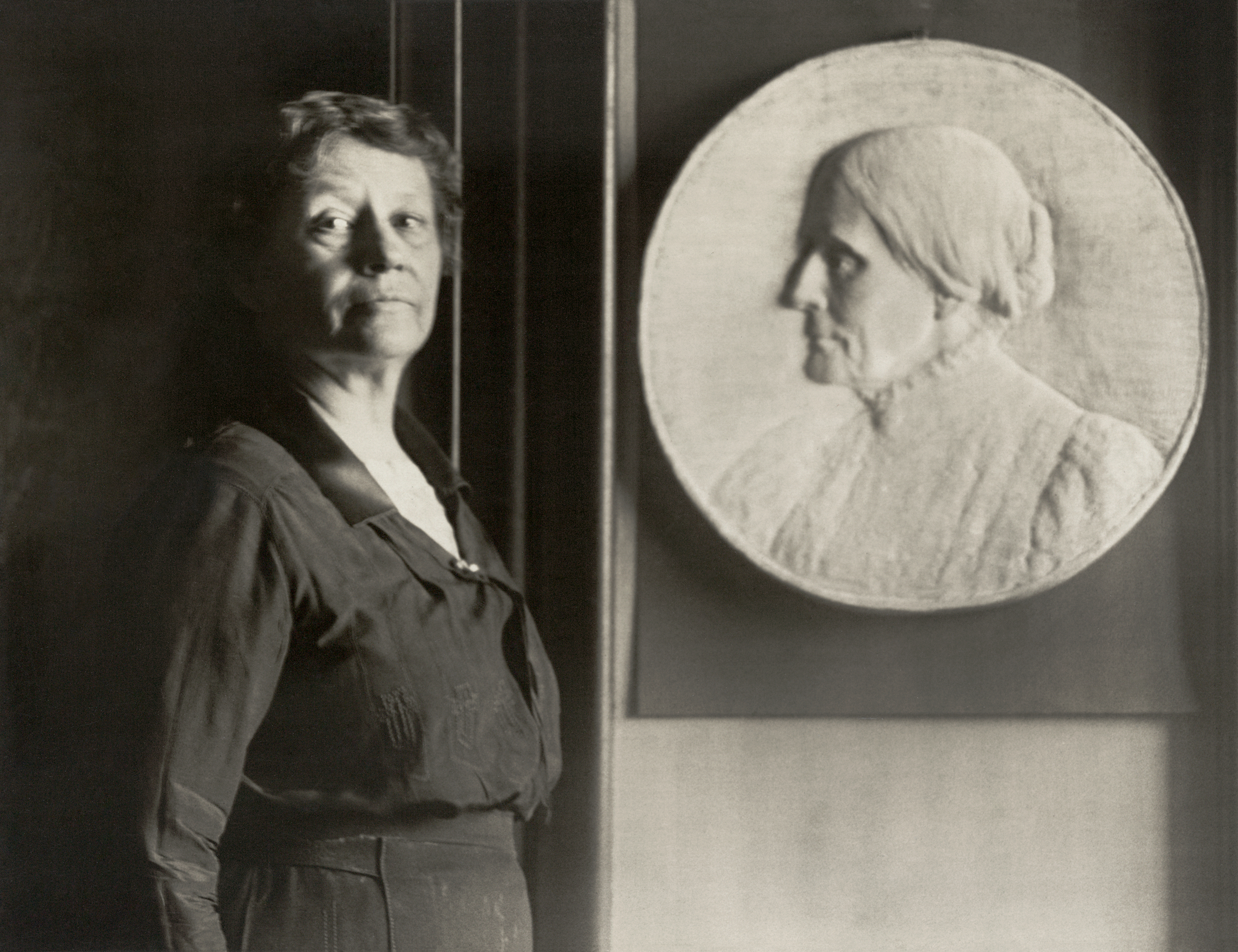
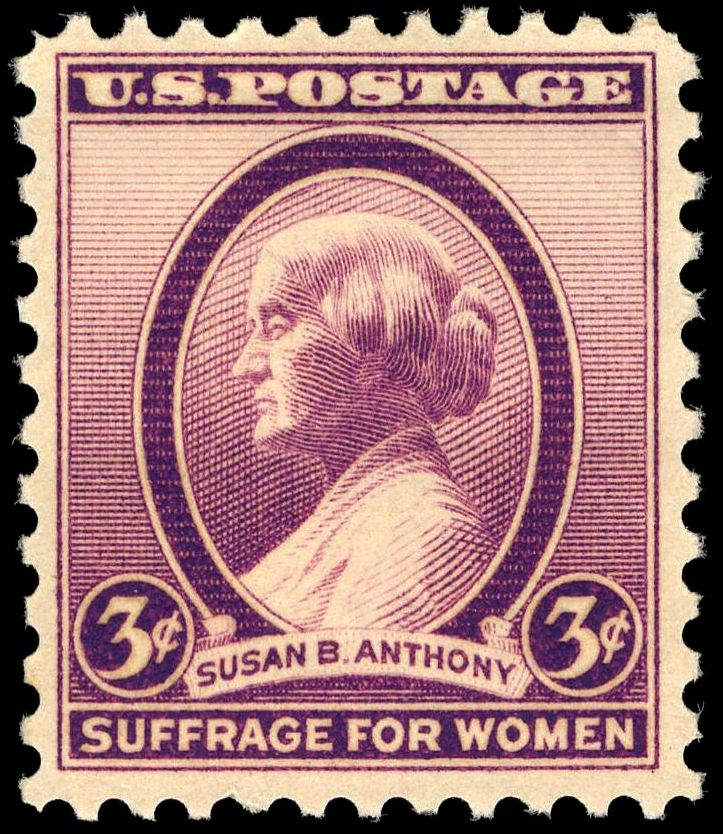
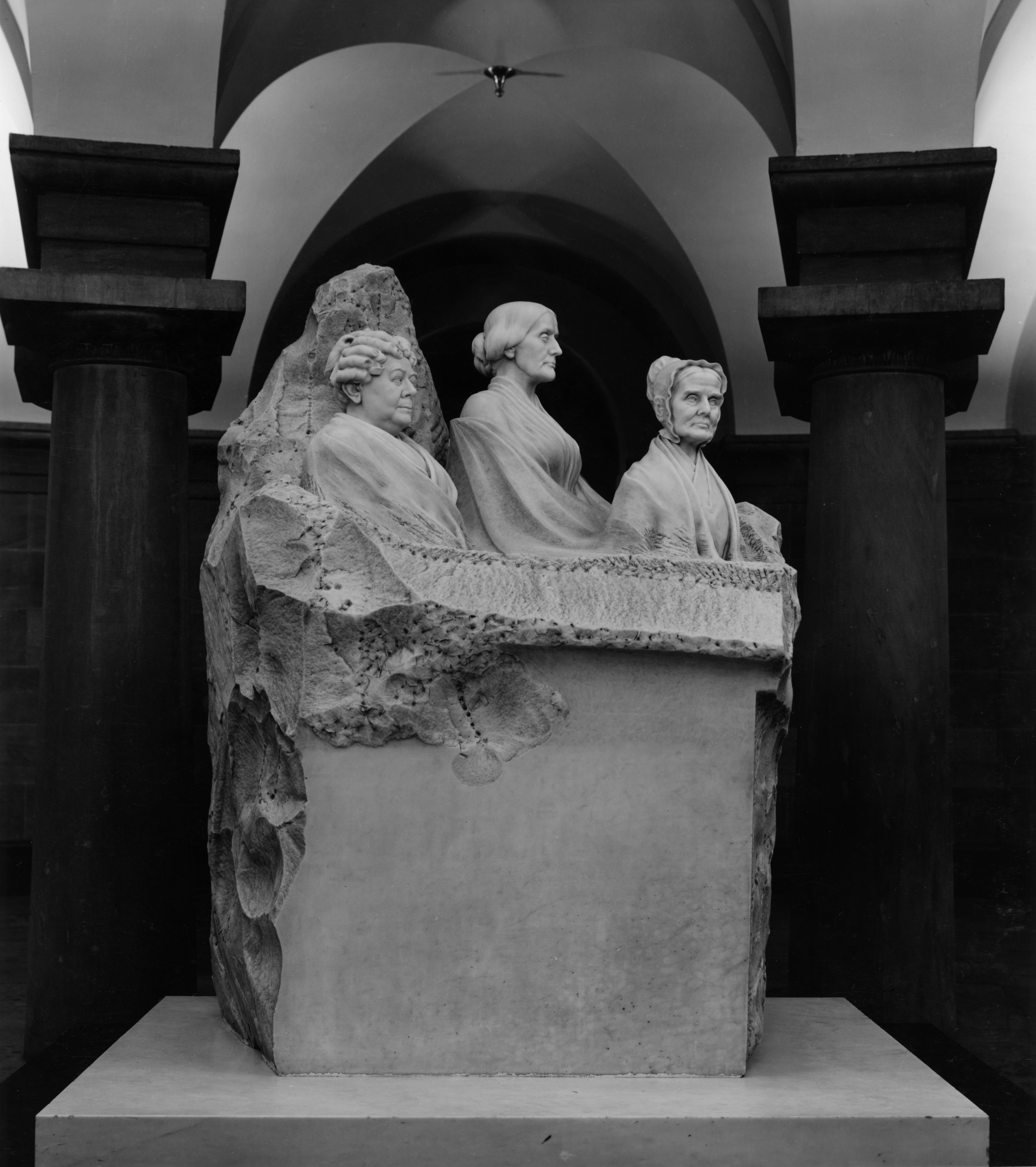

## روابط خارجية
- سوزان أنتوني على موقع الموسوعة البريطانية (الإنجليزية)
- سوزان أنتوني على موقع ميوزك برينز (الإنجليزية)
- سوزان أنتوني على موقع إن إن دي بي (الإنجليزية)